# Eupithecia deformis
Eupithecia deformis är en fjärilsart som beskrevs av András Vojnits 1979. Eupithecia deformis ingår i släktet Eupithecia och familjen mätare. Inga underarter finns listade i Catalogue of Life.